# Cornelis van der Lijn
Cornelis van der Lijn (Alkmaar, 1608-ibídem, 27 de julio de 1679) fue gobernador general de las Indias Orientales Neerlandesas desde 1646 hasta 1650.

## Carrera temprana
Van der Lijn nació en Alkmaar, posiblemente en 1608. Fue, en 1627, como asistente (holandés: asistente) a Batavia, Indias Orientales Neerlandesas a bordo del Wapen van Hoorn. Desde 1632 hasta el 18 de enero de 1636 fue Contador General (holandés: boekhouder-generaal). En 1639 se convirtió en Consejero Extraordinario (holandés: Raad extra-oridinair) del Consejo Holandés de Indias. Un año más tarde fue nombrado presidente del Schepenrechtbank (un tribunal marítimo, pero con muchas otras funciones). Un año más tarde fue nombrado Consejero titular (holandés: Raad ordinair) y siguió a Philips Lucasz como director general de Indias.

## Consejo de Indias
Poco antes de su muerte, el 19 de abril de 1645, el gobernador general Antonio van Diemen convocó al Consejo de Indias holandés (12 de abril de 1645) para establecer a Cornelis van der Lijn como su sucesor. Eso no estaba en consonancia con las instrucciones de los Diecisiete Lores (Heren XVII), que establecieron en 1617 que, inmediatamente después de la muerte de un gobernador general, el Consejo debería elegir un gobernador general provisional. Solo una vez que los Diecisiete Lores hubieran aceptado la elección, el nombramiento entraría en vigor. El Heren XVII al principio canceló la decisión de Van Diemen, pero luego nombró al mismo Cornelis van der Lijn como su sucesor. El 10 de octubre de 1646 fue nombrado por ellos gobernador general.
Cornelis van der Lijn no era un gobernante fuerte. Se basó un poco en lo que había establecido su predecesor Van Diemen, pero no fue mucho más allá. Firmó tratados de paz con Solor, Bantam y Mataram. Además, el 24 de septiembre de 1646 firmó un acuerdo (en gran parte comercial) con el príncipe de Mataram, el primero de esos contratos firmado por los holandeses con los gobernantes javaneses. Se tomaron enérgicas medidas para mantener el monopolio de la Compañía Neerlandesa de las Indias Orientales (VOC) en las Molucas. Después de una feroz lucha, la fortaleza de Kapaha en la isla de Thitu (Hitu) fue tomada. Las severas regulaciones pronto conducirían a disturbios.
Los gobernantes de los Países Bajos permitieron que Van der Lijn, a petición propia, se retirara con honor el 7 de octubre de 1650. Carel Reyniersz fue nombrado entonces gobernador general. En 1651, Cornelis van der Lijn partió a bordo del Prinses Royaal rumbo a los Países Bajos. Su recepción en la patria fue tan fría como su salida de Indias. Se le negó la recepción y las felicitaciones habituales a una flota que regresaba.
Se estableció en Alkmaar donde fue elegido burgemeester (alcalde) el 24 de diciembre de 1668. Murió allí el 27 de julio de 1679.